# Sucre (Mérida)
Pour les articles homonymes, voir Sucre.
Sucre est l'une des vingt-trois municipalités de l'État de Mérida au Venezuela. Son chef-lieu est Lagunillas. En 2011, la population s'élève à 55 840 habitants.

## Géographie

### Subdivisions
La municipalité possède cinq paroisses civiles et une parroquia capital, traduite ici par « capitale » (en italiques et suivie d'une astérisque) avec, chacune à sa tête, une capitale (entre parenthèses) :
- Capitale Sucre * (Lagunillas) ;
- Chiguará (Chiguará) ;
- Estánques (Estánques) ;
- La Trampa (La Trampa) ;
- Pueblo Nuevo (Pueblo Nuevo) ;
- San Juan (San Juan).